# William Hepworth Dixon
William Hepworth Dixon (Great Ancoats, 30 de junio de 1821 - Londres, 27 de diciembre de 1879) fue un viajero y escritor británico. Fundador del Fondo para la Exploración de Palestina y miembro de la Royal Geographical Society.

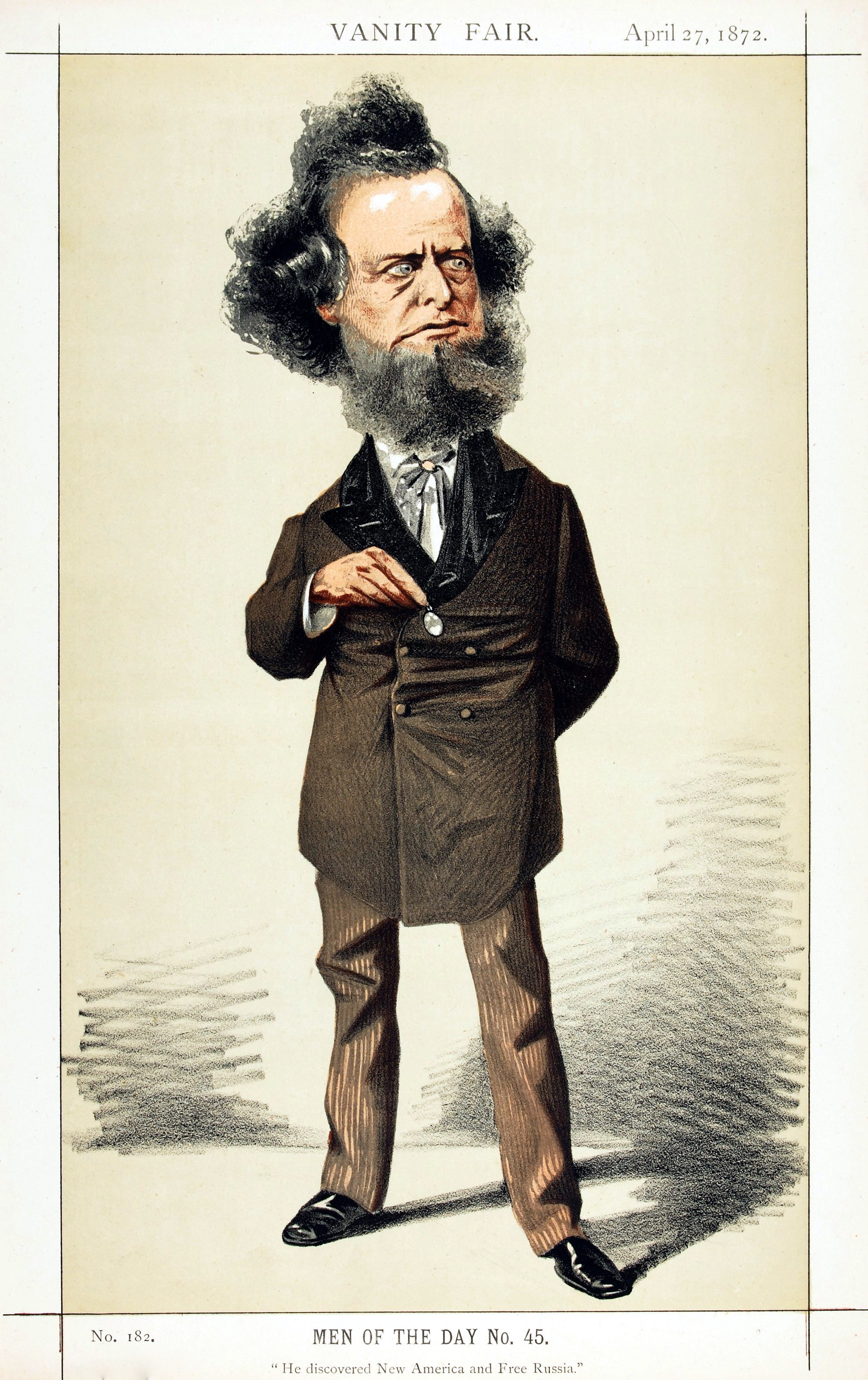
William Hepworth Dixon

Además de sus colaboraciones en la revista literaria Athenaeum, de la que llegaría a ser editor, y en el periódico Daily News, escribió varias obras de contenido variopinto: la tragedia en cinco actos The Azamoglan; el ensayo sociopolítico The London Prisons sobre el estado de las prisiones inglesas; libros de viajes, documentados en sus frecuentes estancias en países extranjeros : The Holy Land, New America, Free Russia, The Switzers, The White Conquest o British Cyprus; obras de ficción: Diana, Lady Lyle, Ruby Grey o Royal Windsor; y varias obras de carácter histórico: The History of Two Queens, basada en la vida de Catalina de Aragón y Ana Bolena, Her Majesty's Tower y las biografías de William Penn, Robert Blake, Francis Bacon y Lady Morgan, las cuales tuvieron en su época un gran éxito popular, aunque en los círculos intelectuales fueron poco apreciadas por su falta de rigor histórico.